# Vivseanîkî, Kozeatîn
Vivseanîkî (în ucraineană Вівсяники) este localitatea de reședință a comunei Vivseanîkî din raionul Kozeatîn, regiunea Vinnița, Ucraina.

## Demografie
Componența lingvistică a localității Vivseanîkî
     Ucraineană (98,2%)
     Rusă (1,32%)
     Alte limbi (0,36%)
Conform recensământului din 2001, majoritatea populației localității Vivseanîkî era vorbitoare de ucraineană (98,2%), existând în minoritate și vorbitori de rusă (1,32%).